# 鋸

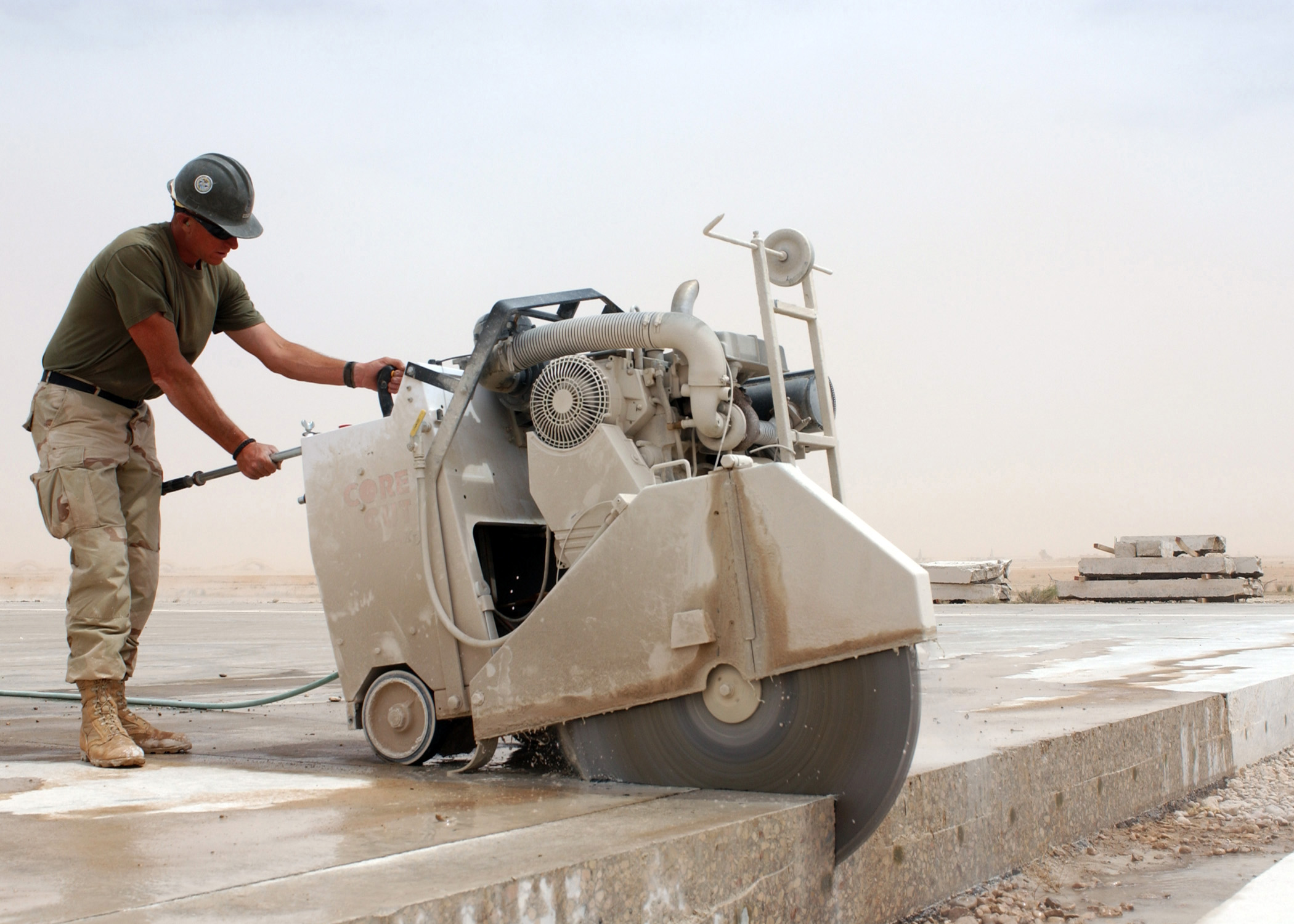
用来切割混凝土的电动锯，鋸身为圆形

鋸是一類有齒，將固體材料切割成各種長度或形狀的工具。鋸通常是金屬製品。
鋸的齒稱為鋸齒。鋸大體上分為手動及機器發動二種，機器發動的鋸使用的能源有電，水，蒸汽，汽油等。
而有時候鋸會被用來表演音樂。

## 歷史

### 中國
依考古学家发现，中华民族早在新石器时代就会加工和使用带齿的石镰和蚌镰，这些是锯子的雏形。周朝已有人使用铜锯，“锯”字也早已出现。另外中國有鋸子是魯班發明的傳說。

### 古希臘
古希臘的神話中，鋸是代达罗斯的侄子Perdix發明的。

### 古埃及
考古學家研究古埃及的建築發現，當時已經使用鋸子鋸木料。

## 基本構造
手用鋸子的基本構造如下：

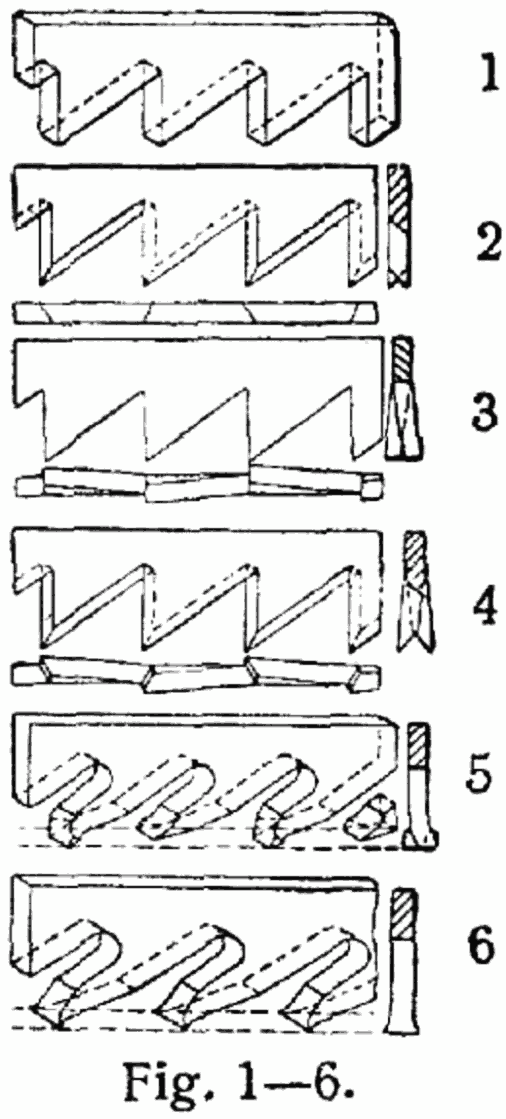
几种锯齿倾斜的情况

1. 鋸柄：通常以非金屬製成，有弓形及口形等不同形狀。
2. 鋸身：通常由金屬製成。鋸身又分成鋸齒及鋸背。

- 鋸齒：會交替向兩旁傾斜，這是為了在鋸固體時產生比鋸身寬度大的鋸縫，避免夾鋸。
- 鋸背：鋸子無齒的另一寬度小的面。

## 種類
手動鋸子：
- 手鋸(家庭用、木工)、截锯(树枝修剪)、折叠锯(树枝修剪)、手用弓鋸、鑲邊鋸(木工)、縱切鋸(木工)、

機器發動的鋸：
- 手提式鏈鋸、電動弓鋸